# نکست‌کلاود
نکست‌کلاود (Nextcloud) یک مجموعهٔ نرم‌افزاری سرویس‌گیرنده-سرویس‌دهنده برای ایجاد و استفاده از خدمات میزبانی پرونده‌ها است. نکست‌کلود عملکردی مشابه آفیس ۳۶۵، دراپ‌باکس و همچنین گوگل درایو را دارد و می‌توان آن را با مجموعه‌های نرم‌افزارهای اداری کولبورا آنلاین یا اونلی‌آفیس یکپارچه کرد. می‌توان نکست‌کلاود را در فضای ابری یا محلی میزبانی کرد. این نرم‌افزار مقیاس‌پذیر است؛ از نرم‌افزارهای اداری خانگی مبتنی بر رزبری‌پای کم‌هزینه، تا مراکز داده با اندازه کامل که میلیون‌ها کاربر را پشتیبانی می‌کنند. همچنین رابط کاربری ترجمه‌شده به بیش از ۶۰ زبان و نرم‌افزارهای مختلفی برای آن وجود دارد.